# St. Marie (Wisconsin)
St. Marie – miasto w Stanach Zjednoczonych, w stanie Wisconsin, w hrabstwie Green Lake.